# Concert per a violí (Bloch)
El Concert per a violí, B.72, va ser compost per Ernest Bloch gradualment entre 1930 i el gener de 1938. Està dedicat al violinista Joseph Szigeti, amic del compositor, que en va fer l’estrena al Severance Hall de Cleveland amb l’Orquestra de Cleveland sota la direcció de Dimitri Mitropoulos el 15 de desembre de 1938.
Bloch el va completar mentre era a Châtel, a l'Alta Savoia. És l'obra més important de Bloch durant la dècada de 1930. Molts anys abans, durant la seva etapa al capdavant de l'orquestra de Lausana, Bloch havia descobert el jove prodigi hongarès del violí Joseph Szigeti, a qui va convidar com a solista. Aquella trobada va marcar l’inici d’una amistat duradora, i seria Szigeti qui inspiraria el compositor a escriure el concert que finalment li dedicaria.
Bloch va afirmar haver-se inspirat en cants tradicionals del Nou Mèxic, però la influència hebraica és molt present, amb la reutilització de diversos temes del seu Service sacré.